# 3717 Thorenia
3717 Thorenia је астероид главног астероидног појаса чија средња удаљеност од Сунца износи 3,152 астрономских јединица (АЈ).
Апсолутна магнитуда астероида је 11,8.